# Zofiówka (powiat kielecki)
Zofiówka – wieś w Polsce położona w województwie świętokrzyskim, w powiecie kieleckim, w gminie Bieliny.
| SIMC    | Nazwa    | Rodzaj    |
| ------- | -------- | --------- |
| 0228186 | Węgliska | część wsi |

W latach 1975–1998 miejscowość administracyjnie należała do województwa kieleckiego.